# Lloyd Banks
Lloyd Banks, nome artístico de Christopher Charles Lloyd (New Carrollton, 30 de abril de 1982), é um rapper e ator americano. Lloyd Banks é amigo de infância de 50 Cent, é um dos integrantes do grupo G-Unit.

## Biografia
Banks nasceu em New Carrollton, Maryland e cresceu em  Queens, Nova Iorque , ele é uma mistura de porto-riquenho e afro-americano. Seu pai passou a maior parte da infância na prisão, deixando sua mãe para criá-lo e seus dois irmãos.

## Carreira
Lloyd Banks forma juntamente com 50 Cent e Tony Yayo na atualidade o grupo de rap G-Unit.
Em 2003, 50 Cent grava o álbum "Get Rich or Die Tryin", Lloyd Banks colaborou em algumas músicas, como por exemplo o remix da música "P.I.M.P.", que obteve enorme sucesso.
O primeiro álbum da G-Unit, com Tony Yayo presente apenas em duas faixas (o mesmo se encontrava na prisão por porte ilegal de arma na época), é lançado também em 2003 com o título "Beg For Mercy", e Lloyd Banks dá mais uma vez provas do seu valor, aumentando assim as expectativas criadas em torno do seu primeiro álbum solo.
Então, em 2004 é oficialmente lançado o álbum de estreia de Banks, intitulado The Hunger for More. Embora não alcançando o mesmo impacto do álbum de estreia de 50 Cent, The Hunger for More foi muito bem recebido tanto pelos ouvintes quanto pela crítica especializada.
Em 2010 é lançado seu álbum de mais sucesso até então The Hunger For More 2, com participações de 50 Cent, Akon, Kanye West, Fabolous, Styles P., Kid Cudi, Travis Barker, Tony Yayo, Swizz Beatz, Ryan Leslie, Eminem, Juelz Santana & Raekwon.
Em 2014, 50 Cent reúne Lloyd Banks, Young Buck, Tony Yayo e Kidd Kidd ao vivo no Summer Jam 2014, provando assim a volta da G-Unit.

## Discografia

### Álbuns de estúdio
- 2004 - The Hunger for More
- 2006 - Rotten Apple
- 2010 - The Hunger for More 2

### Mixtapes oficiais
- 2009 - V.5
- 2011 - The Cold Corner 2
- 2012 - V.6

## Singles

### Solo
| Ano                                                                  | Canção                                        | Gráfico de posições | Gráfico de posições | Gráfico de posições | Gráfico de posições | Álbum                 |
| Ano                                                                  | Canção                                        | U.S. Hot 100        | U.S. R&B            | U.S. Rap            | UK Singles Chart    | Álbum                 |
| -------------------------------------------------------------------- | --------------------------------------------- | ------------------- | ------------------- | ------------------- | ------------------- | --------------------- |
| 2004                                                                 | "On Fire" (feat. 50 Cent)                     | 8                   | 4                   | 2                   | 19                  | The Hunger for More   |
| 2004                                                                 | "I'm So Fly"                                  | –                   | 28                  | 8                   | –                   | The Hunger for More   |
| 2005                                                                 | "Karma" (feat. Avant)                         | 17                  | 9                   | 6                   | –                   | The Hunger for More   |
| 2006                                                                 | "Hands Up" (feat. 50 Cent)                    | 84                  | 30                  | 12                  | 43                  | Rotten Apple          |
| 2006                                                                 | "Iceman" (feat. Young Buck, 8Ball & Scarface) | 68                  | 62                  | 54                  | –                   | Rotten Apple          |
| 2006                                                                 | "The Cake" (feat. 50 Cent)                    | –                   | 65                  | –                   | –                   | Rotten Apple          |
| 2006                                                                 | "Help" (feat. Keri Hilson)                    | –                   | 77                  | –                   | –                   | Rotten Apple          |
| 2009                                                                 | "Officer Down"                                | –                   | 77                  | –                   | –                   | The Famine            |
| 2010                                                                 | "Beamer,Benz Or Bentley(Feat. Juelz Santana)" | –                   | -                   | –                   | –                   | The Hunger for More 2 |
| "Start It Up" (Feat. Kanye West, Fabolous Ryan Leslie & Swizz Beatz) | –                                             | -                   | –                   | –                   |                     |                       |

### Participação em singles
| Ano  | Música | Gráfico de posições | Gráfico de posições | Gráfico de posições | Gráfico de posições | Álbum                         |
| Ano  | Música | U.S. Hot 100        | U.S. R&B            | U.S. Rap            | UK Singles Chart    | Álbum                         |
| ---- | --- | ------------------- | ------------------- | ------------------- | ------------------- | ----------------------------- |
| 2003 | "P.I.M.P. (remix)" (50 Cent feat. Snoop Dogg, Lloyd Banks & Young Buck)                                                              | 3                   | 3                   | 3                   | 5                   | Get Rich or Die Tryin'        |
| 2004 | "Ride With You" (Joe feat. G-Unit)                                                                                                   | 56                  | 22                  | –                   | 12                  | And Then...                   |
| 2005 | "Twist It" (Olivia feat. Lloyd Banks)                                                                                                | –                   | 114                 | –                   | –                   | Behind Closed Doors           |
| 2005 | "I Know You Don't Love Me" (Tony Yayo feat. 50 Cent, Young Buck, & Lloyd Banks)                                                      | –                   | 105                 | –                   | –                   | Thoughts of a Predicate Felon |
| 2006 | "Rompe" (remix) (Daddy Yankee feat. Lloyd Banks & Young Buck)                                                                        | 24                  | –                   | –                   | –                   | Barrio Fino en Directo        |
| 2006 | "Touch It (remix)" (Busta Rhymes feat. Spliff Star, Mary J. Blige, Brooke Lynn, Rah Digga, Missy Elliot, Lloyd Banks, Papoose & DMX) | 16                  | 6                   | 3                   | 6                   | The Big Bang                  |
| 2006 | "You Don't Know" (Eminem feat. 50 Cent, Lloyd Banks, & Ca$his)                                                                       | 12                  | 87                  | –                   | 32                  | Eminem Presents the Re-Up     |

### Aparições em canções
- 2003 - "Don't Push Me" (feat. 50 Cent, Eminem, do álbum Get Rich or Die Tryin')
- 2004 - "Why You Gotta Look So Good" (feat. Mýa, do álbum Moodring)
- 2004 - "We All Die One Day" (feat. Obie Trice, Eminem, 50 Cent, do álbum Cheers)
- 2005 - "Prices on My Head" (feat. Young Buck, D-Tay, do álbum Straight Outta Cashville)
- 2005 - "Hate It or Love It (remix)" (feat. 50 Cent, Game, Tony Yayo, Young Buck, do álbum The Massacre)
- 2005 - "We Don't Give a Fuck" (feat. Tony Yayo, 50 Cent, Olivia, do álbum Thoughts of a Predicate Felon)
- 2006 - "Stole Something" (feat. Mobb Deep, do álbum Blood Money)
- 2006 - "Exclusive" (feat. Avant, do álbum Director)
- 2007 - "Work It Out" (feat. Young Hot Rod)
- 2007 - "Talk About Me" (feat. DJ Drama, Young Buck, Tony Yayo, do álbum Gangsta Grillz)
- 2008 - "Reparations" (Feat. Freeway)
- 2009 - "I'll Be The Shooter" (50 Cent, Tony Yayo)
- 2009 - "Life" (Feat. Cashis, Tony Yayo, do álbum The Art of Dying)
- 2009 - "24 Inches (remix)" (Feat. Rich Girl, Bun B)
- 2010 -  "All I Want Is You"(Feat. Miguel,J. Cole)
- 2010 - "Cristian Dior Denim Flow" (Feat. Kanye West , Kid Cudi , Pusha T ,  Jhon Legend & Ryan Leslie)
- 2010 - "Renember The Titans" (Feat. Joe Budden , Fabolous & Royce Da 5'9)
- 2010 - "Forever" (Feat. Lloyd)
- 2011 - "Perfect Match" (Feat. Travis Barker & Fabolous)